# Đền Bà Triệu

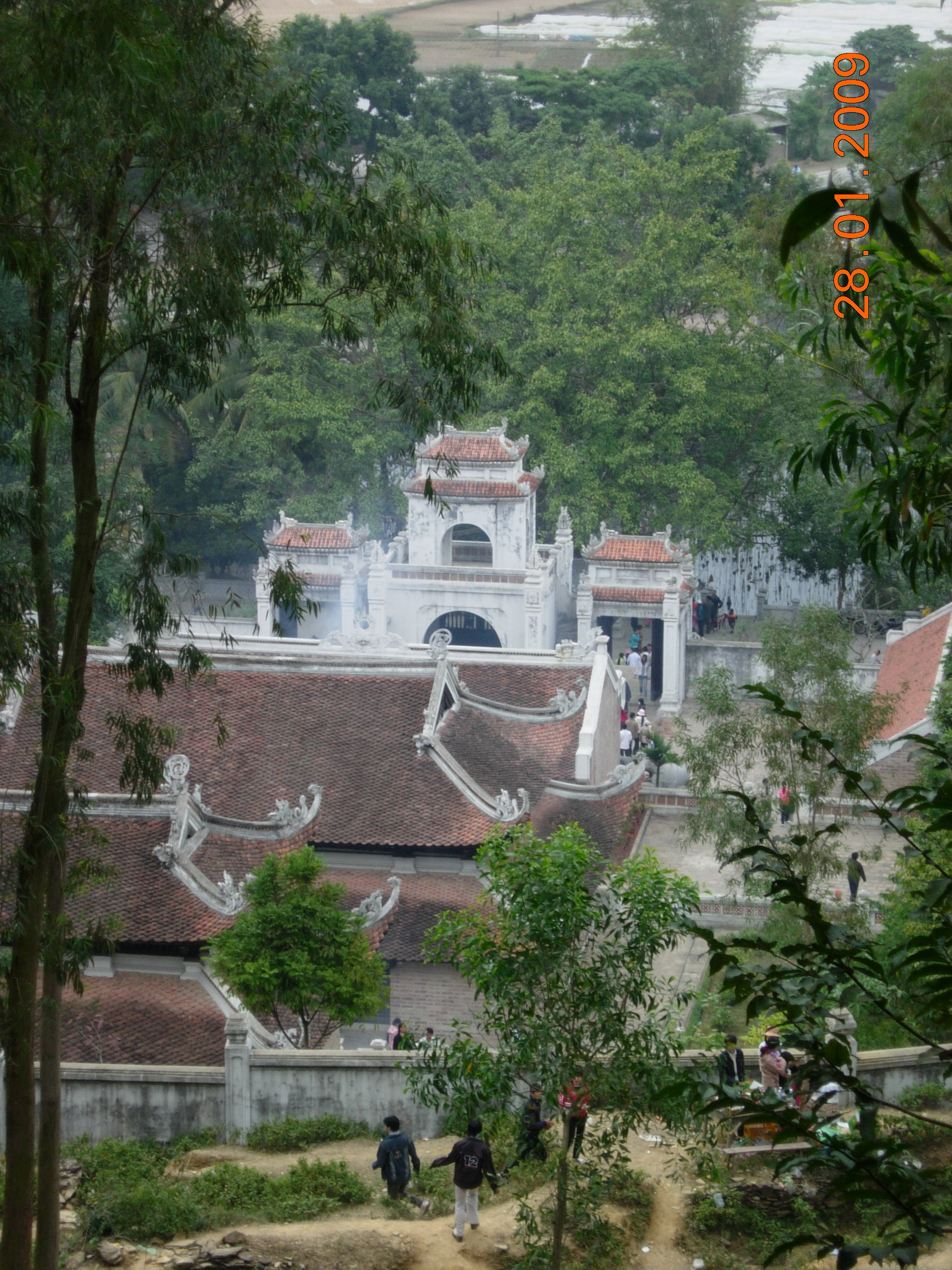
Khuôn viên Đền Bà Triệu nhìn từ trên cao phía sau

Đền Bà Triệu là nơi thờ tự vị nữ anh hùng dân tộc Việt tên là Triệu Thị Trinh, người đã có công đánh đuổi quân xâm lược Đông Ngô (Trung Quốc) vào giữa thế kỷ thứ 3. Đền nằm trên núi Gai, ngay sát Quốc lộ 1, đoạn đi qua thôn Phú Điền, xã Triệu Lộc, huyện Hậu Lộc, tỉnh Thanh Hóa, cách thành phố Thanh Hóa 18 km về phía Bắc và cách Hà Nội 137 km về phía Nam.

## Lễ hội đền Bà Triệu
Lễ hội đền Bà Triệu được tổ chức thường niên (từ ngày 21 đến ngày 23 tháng 2 âm lịch) mang đậm nét văn hóa truyền thống gắn liền với những truyền thuyết lịch sử về Bà Triệu. Tại lễ hội sẽ diễn ra các hoạt động như: tế lễ, rước kiệu, tế nữ quan, lễ Mộc dục, tế Phụng Nghinh... Bên cạnh đó, còn có các tiết mục văn nghệ dân gian như: trò "Ngô-Triệu giao quân", hát chầu văn, thi đấu vật, leo dây, thổi cơm thi, đánh cờ tướng,...

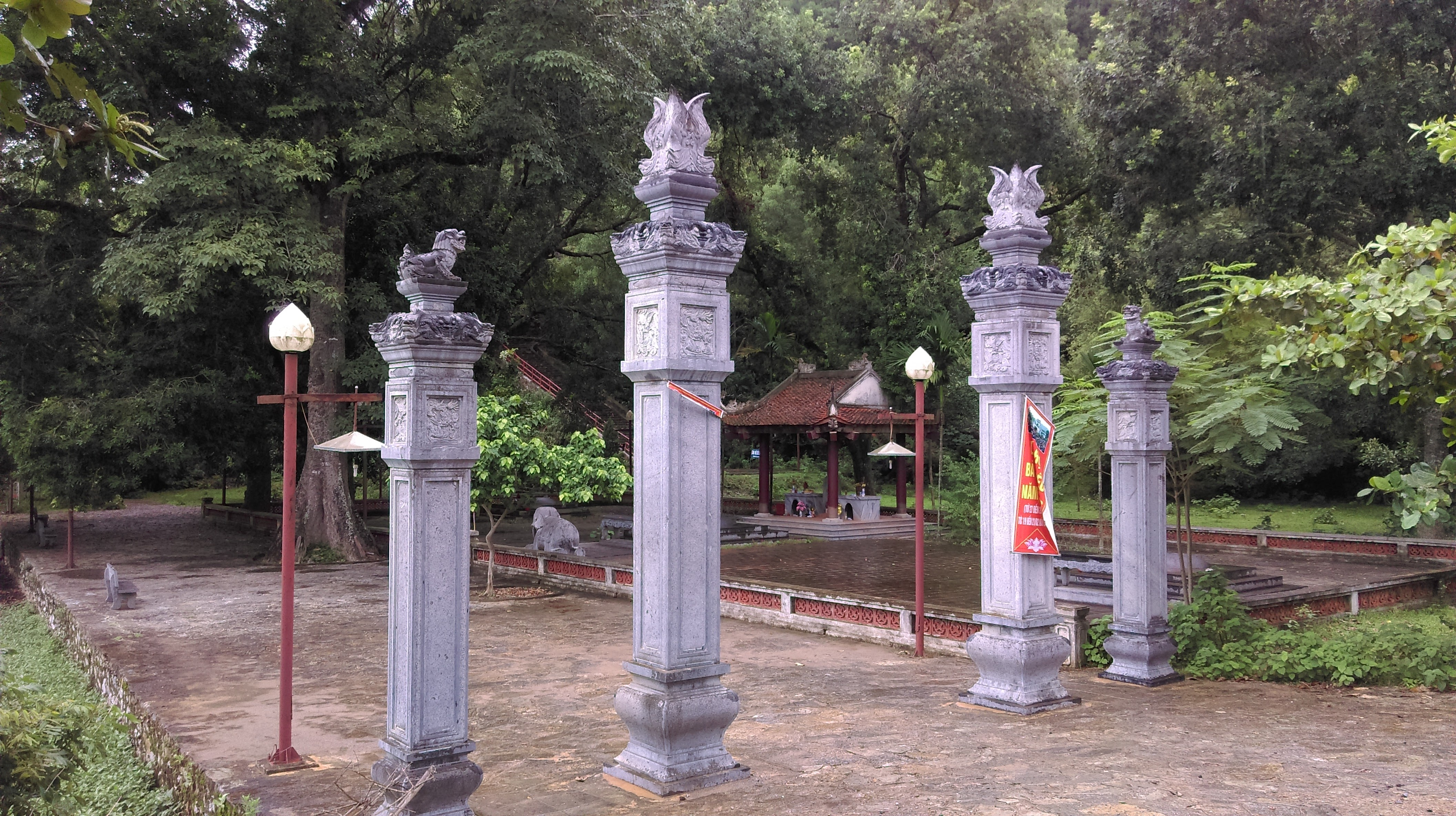
Đền Bà Triệu, khu vực chân núi.

## Lịch sử phát triển
Đền được xây dựng vào thế kỷ 6, do vua Lý Nam Đế lập để tưởng nhớ vị nữ anh hùng có lòng yêu nước. Sau nhiều lần bị tàn phá theo lịch sử biến cố ngoại xâm của dân tộc, tới thời vua Minh Mạng thì đền được di chuyển về vị trí hiện tại, cuối thế kỷ 18, đền bắt đầu có diện mạo như ngày nay. Tuy nhiên, Đền không ngừng được tu sửa hàng năm để đáp ứng nhu cầu thăm viếng ngày càng tăng của nhân dân trong và ngoài tỉnh.

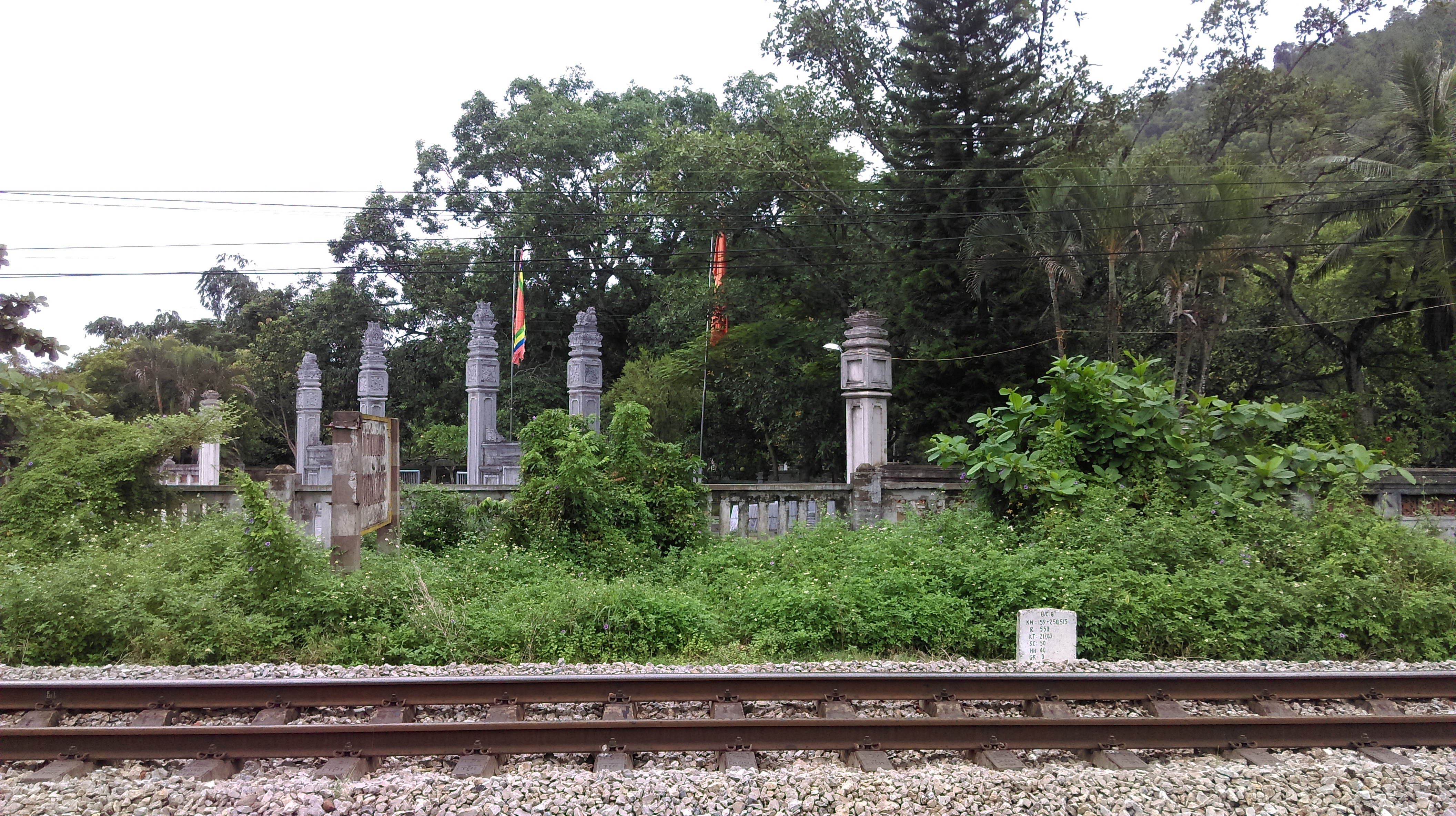